# Rick Arena

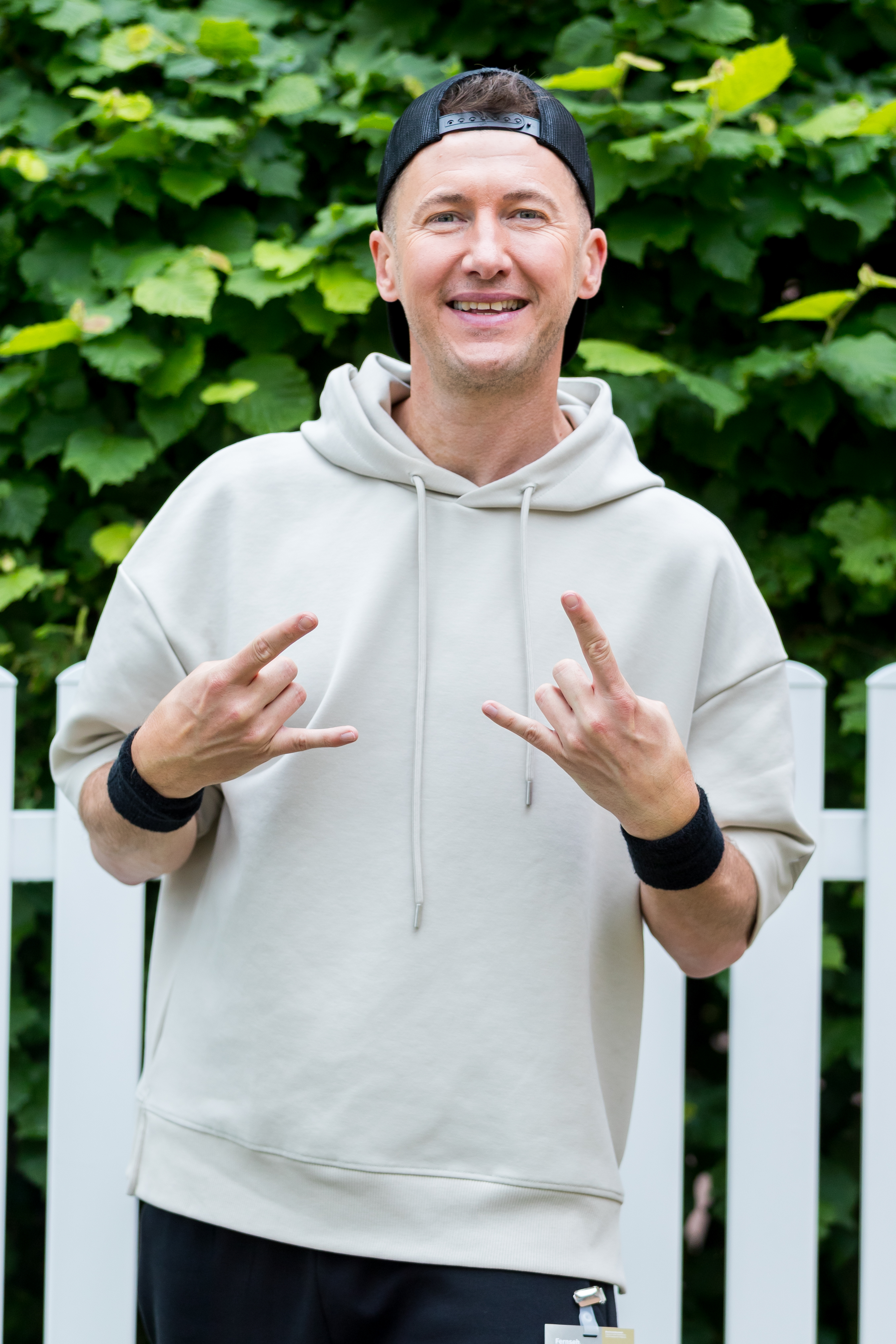
Rick Arena in 2025

Rick Arena (* 4. August 1983 in Mönchengladbach; eigentlich Patrick Wolf) ist ein deutscher Partyschlagersänger aus Jüchen.

## Biografie
Wolf machte eine Ausbildung zum Automobilkaufmann und arbeitete auch in diesem Beruf. Nebenher begeisterte er sich für Schlagermusik. Auf Mallorca lernte er den Partysänger Peter Wackel kennen, der ihm Einblick in die Szene gab. 2007 nahm er an der RTL2-Show „Aprés Ski Hits“ teil. Im Frühjahr 2008 veröffentlichte er unter dem Künstlernamen Rick Arena eine Coverversion des Chris-Roberts-Hits Du kannst nicht immer 17 sein, die auf zahlreichen Partysamplern Eingang fand. Daraufhin konnte er sich in der Partyschlagerszene etablieren.
Im Sommer 2010 nahm er zusammen mit Markus Becker das Lied Kommt aus euren Häusern raus auf, das es bis in die deutschen Singlecharts schaffte. Seit mehreren Jahren tritt Rick Arena regelmäßig am Gold- & Sonnenstrand von Bulgarien auf.

## Auszeichnungen
- Party-Music Award
  - 2011: in der Kategorie „Best New Song“ – Kommt aus Euren Häusern raus
  - 2012: in der Kategorie „Best New Song“ – Nacht voll Schatten
  - 2014: in der Kategorie „Best Partyschlager“ – Party Feeling
  - 2020: in der Kategorie „Best New Song“ – Jeder muss an etwas glauben

## Diskografie
Singles
- Du kannst nicht immer 17 sein (2008)
- Ich bin die geilste Sau der Welt (2008)
- Kein Mann für eine Nacht (2009)
- Millionen Frauen lieben mich (2009)
- Wer ist der geilste Club der Welt (Deutschland) (2010)
- Warum immer ich (2010)
- Fliegen (2010)
- Kommt aus euren Häusern raus (Markus Becker & Rick Arena, 2010)
- Steht auf wenn Ihr feiern wollt (2010)
- Nacht voll Schatten (2011)
- Ein Kompliment (2011)
- Party Feeling (2012)
- Du bist alles (2013)
- So wie in alten Tagen (2014) – Ikke & Rick
- Bis morgen früh (2014)
- Radler ist kein Alkohol (2015)
- Wir sind die Kinder vom Süderhof (2016)
- Solange wir an der Theke stehen (2016)
- Springen auf den Beat (2017)
- Taylor Wonderland (Rick Arena & „Shorty“ Seyler, 2017)
- Wir saufen international (Europapokal) (2017)
- Malle DNA (2018)
- Ja Ja Ja Ja (2018)
- Stand up If You Love the Darts (Phil Taylor & und Rick Arena, 2018)
- Kreisligahelden sind wir (2019)
- Jeder muss an etwas glauben (2019)
- Allez Hopp (2019)
- Fräulein Müller (2020)
- Ich liebe dich (Ich träum von dir) / (2020)